# Tratado de Lund
O Tratado de Lund  (em sueco:  Freden i Lund) foi assinado em 26 de setembro  de 1679 na cidade sueca de Lund entre a Suécia e a Dinamarca. Pelo tratado, os dinamarqueses desistiam de reivindicar a Escânia, e assim se chegava ao fim da Guerra da Escânia (Skånska kriget), entre os dois países.